# Freycinetia leptophylla
Freycinetia leptophylla är en enhjärtbladig växtart som beskrevs av Ugolino Martelli. Freycinetia leptophylla ingår i släktet Freycinetia och familjen Pandanaceae.
Artens utbredningsområde är Filippinerna. Inga underarter finns listade.